# Micaria braendegaardi
Micaria braendegaardi är en spindelart som beskrevs av Denis 1958. Micaria braendegaardi ingår i släktet Micaria och familjen plattbuksspindlar.
Artens utbredningsområde är Afghanistan. Inga underarter finns listade i Catalogue of Life.